# Бад Минстерајфел
Бад Минстерајфел (њем. Bad Münstereifel) град је у њемачкој савезној држави Северна Рајна-Вестфалија. Једно је од 11 општинских средишта округа Ојскирхен. Према процјени из 2010. у граду је живјело 18.826 становника. Посједује регионалну шифру (AGS) 5366004, NUTS (DEA28) и LOCODE (DE BML) код.

## Географски и демографски подаци
Бад Минстерајфел се налази у савезној држави Северна Рајна-Вестфалија у округу Ојскирхен. Град се налази на надморској висини од 434 метра. Површина општине износи 150,8 km². У самом граду је, према процјени из 2010. године, живјело 18.826 становника. Просјечна густина становништва износи 125 становника/km².

## Међународна сарадња
| Мјесто | Држава               | Врста сарадње | Од    |
| ------ | -------------------- | ------------- | ----- |
| Ашфорд | Уједињено Краљевство | партнерство   | 1964. |
| Фужер  | Француска            | партнерство   | 1967. |
| Извор  |                      |               |       |